# Ballagere, Bangarapet
Ballagere là một làng thuộc tehsil Bangarapet, huyện Kolar, bang Karnataka, Ấn Độ.